# 曝気

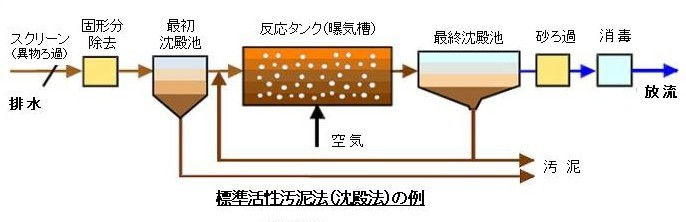
活性汚泥法による下水処理。曝気槽を用いて汚濁物質を微生物に分解させる

曝気（ばっき）とは、水を空気にさらし、液体に空気を供給する行為。エアレーション（英: aeration）ともいう。

## 概要
主に水に対し酸素を供給する場合にこの語が用いられる。浄水処理の方法の一つ。酸素を供給することで溶存酸素が増える事により、水中の微生物有機物の分解を促進させるため、
活性汚泥法による下水処理
や養殖業などで活用される技術である。
化学的酸素要求量(COD)や、生物化学的酸素要求量(BOD)の改善、硫化水素などの有害ガスの除去が可能である。